# 雲咸·迪茲
雲咸·亨利·迪茲爵士（英語： CMG DSO；1883年3月10日—1956年9月2日），英國陸軍准將，曾任巴勒斯坦託管地布政司，錫安主義者。

## 生平
1883年3月10日，迪茲出生於英格蘭根德郡，是東根德紳士夏拔·佐治·迪茲上校與羅絲·伊莉諾·巴羅最小的兒子。其家族擁有海司與阿士福特之間的土地長達四個世紀。
他在伊頓公學接受教育。該校是伯克郡伊頓的一所著名男子公學。年輕時，他加入英國陸軍，並在空閒時研習土耳其語。
第一次世界大戰期間，他被派往中東前線，在亞倫比將軍麾下擔任情報官。
戰後，他被派往土耳其伊斯坦堡擔任駐外武官，後被派駐埃及王國開羅擔任公共安全總監，並協助設立巴勒斯坦警察隊。
1920至1922年間，迪茲擔任巴勒斯坦託管地布政司。迪茲是虔誠基督徒，理解且同情猶太復國事業，堅信在以色列地建立猶太國家是世界和平事業的一部分。他與託管地律政司諾曼·本特威奇為志同道合的好友。
1923年6月27日，他從英國陸軍退役，獲准將榮譽軍銜。
返回英國後，迪茲不甘於回到自家莊園做鄉紳，選擇前往倫敦貧民窟擔任無償社工。
1940年，他率領英國救援隊前往土耳其地震災區從事救災工作。
1946年，迪茲因身體抱恙辭去倫敦東區的工作，回到海司安度晚年。
1949年，即以色列建國一年後，迪茲創立英以協會。
1956年，迪茲爵士於家鄉根德郡壽終正寢。

## 譯著
迪茲曾將三部土耳其名著譯成英文，即Reşat Nuri Güntekin的兩部小說及Mahmut Makal的回憶錄：
- Reşat Nuri Güntekin. The Autobiography of a Turkish Girl (Çalıkuşu, 1922). London: George Allen & Unwin, 1949.
- Reşat Nuri Güntekin. Afternoon Sun (Akşam Güneşi, 1926). London: Heinemann, 1951.
- Mahmut Makal. A Village in Anatolia (Bizim Köy, 1950). London: Vallentine, Mitchell & Co., 1954.

## 外部連結
- Bio at eastlondonhistory.com
- Bio at answers.com （页面存档备份，存于）